# Meroles
Meroles é um género de répteis escamados pertencente à família Lacertidae.

## Espécies
- Meroles anchietae
- Meroles ctenodactylus
- Meroles cuneirostris
- Meroles knoxii
- Meroles micropholidotus
- Meroles reticulatus
- Meroles suborbitalis